# Comic Strip Live

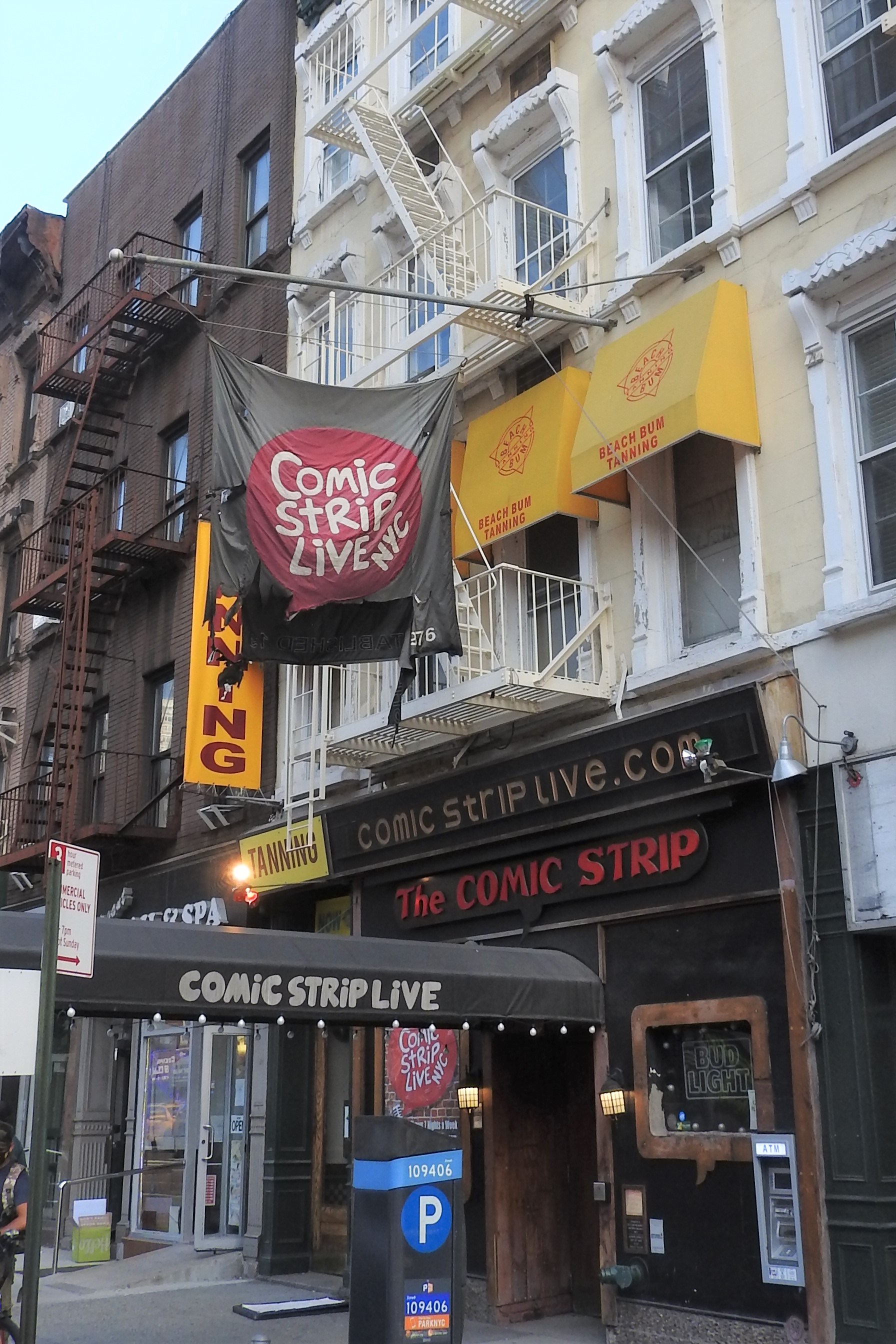
Exteriores del Comic Strip Live

The Comic Strip Live es el club de exhibición de comedia stand-up más antiguo de la ciudad de Nueva York, ubicado en 1568 Second Avenue (entre las calles 81 y 82).

## Principios
Antes de emerger como un lugar destacado, solo comediantes de stand up, el club originalmente presentaba cantantes, magos y actos de novedad. Chris Rock solía limpiar mesas para tener tiempo extra en el escenario, y Colin Quinn era barman en el club.  

## Presente
Principalmente es un club de exhibición, la tira cómica alienta a los artistas a escribir, interpretar y perfeccionar material nuevo de manera consistente. Una vez al año, el club celebra una "Lotería de audición", donde los aspirantes a recién llegados se alinean para tener una fecha para probar su rutina en la "Noche de audición". Si lo hacen bien, el booker de talentos del club los pasa. "Pasar" significa tener la oportunidad de trabajar hasta tarde en la noche, donde perfeccionan sus actos. Esto ocurre durante la semana después de que finaliza el espectáculo regular. 

## Guinness World Record
Desde el 3 de junio de 2008 hasta el 5 de junio, el Comic Strip Live rompió el récord mundial Guinness para el espectáculo de comedia de stand up continuo más largo, terminando un poco más allá de la marca de 50 horas. El evento completo fue organizado por William Stephenson e incluyó actuaciones de Dave Attell, Judah Friedlander, Ted Alexandro, Tony Rock, Jeffrey Ross, Mike Birbiglia, Judy Gold, Rich Vos y Greg Giraldo.

## Exalumnos notables
- Ted Alexandro
- Dan Allen
- Aziz Ansari
- Dave Attell
- Ben Bailey
- Greer Barnes
- D. C. Benny
- Mike Birbiglia
- Scott Blakeman
- Vinnie Brand
- Kevin Brennan
- Jim Breuer
- Eddie Brill
- Jimmy Brogan
- Louis C.K.
- Bryan Callen
- Mario Cantone
- George Carlin
- Dave Chappelle
- Dane Cook
- Tom Cotter
- Sunda Croonquist
- Rodney Dangerfield
- Ellen DeGeneres
- Ray Ellin
- Susie Essman
- Jimmy Fallon
- Wayne Federman
- Christian Finnegan
- Judah Friedlander
- Jim Gaffigan
- Elon Gold
- Judy Gold
- Bobcat Goldthwait
- Gilbert Gottfried
- Darrell Hammond
- J. R. Havlan
- John Henson
- Vanessa Hollingshead
- Cory Kahaney
- Artie Lange
- Carol Leifer
- Kerri Louise
- Bill Maher
- Dennis Miller

- Larry Miller
- Eddie Murphy
- Dan Naturman
- Kevin Nealon
- Big Jay Oakerson
- Patton Oswalt
- Rick Overton
- Joe Piscopo
- Richard Pryor
- Colin Quinn
- Paul Reiser
- Caroline Rhea
- Chris Rock
- Tony Rock
- Seth Rogen
- Ray Romano
- Jeffrey Ross
- Angel Salazar
- Adam Sandler
- Steven Scott
- Jerry Seinfeld
- Rick Shapiro
- Sarah Silverman
- Spanky
- Jon Stewart
- Jeff Stilson
- Wanda Sykes
- George Wallace
- Damon Wayans
- Robin Williams
- Dennis Wolfberg